# تشارلي ميارا
تشارلي ميارا (بالإنجليزية: Charlie Meara)‏ هو لاعب كرة قاعدة أمريكي، ولد في 13 أبريل 1891 في نيويورك في الولايات المتحدة، وتوفي في 8 فبراير 1962 في ذا برونكس في الولايات المتحدة.